# 二代目はクリスチャン オリジナル・サウンドトラック
『「二代目はクリスチャン」オリジナル・サウンドトラック』（にだいめはくりすちゃん オリジナルサウンドトラック）は、1985年9月14日に公開された志穂美悦子主演の角川映画『二代目はクリスチャン』のサウンドトラックであり、映画公開日にあわせて発売された。本項ではサウンドトラックに先駆けて発売された主題歌「二代目はクリスチャンのテーマ」についても併せて述べる。

## アルバム
未CD化。

### 収録曲
| #         | タイトル            | 作詞          | 作曲      | 編曲                 | 歌        | 時間  |
| --------- | ------------------- | ------------- | --------- | -------------------- | --------- | ----- |
| 1.        | 「A SONG FOR LOVE」 | GREGORY STARR | 甲斐正人  | 甲斐正人・埜邑紀見男 | DAREK&EVE | 4:51  |
| 2.        | 「プロローグ」      | -             | 甲斐正人  | 甲斐正人             | -         | 2:26  |
| 3.        | 「刑事神代」        | -             | 甲斐正人  | 甲斐正人             | -         | 2:16  |
| 4.        | 「嵐の夜の出来事」  | -             | 甲斐正人  | 甲斐正人             | -         | 3:14  |
| 5.        | 「SECRET CLUB」     | -             | 甲斐正人  | 甲斐正人             | -         | 3:18  |
| 6.        | 「運命」            | -             | 甲斐正人  | 甲斐正人             | -         | 2:27  |
| 合計時間: | 合計時間:           | 合計時間:     | 合計時間: | 合計時間:            | 合計時間: | 18:32 |

| #         | タイトル                                 | 作詞          | 作曲                  | 編曲                 | 歌        | 時間  |
| --------- | ---------------------------------------- | ------------- | --------------------- | -------------------- | --------- | ----- |
| 1.        | 「わてら天竜組」                         | -             | 甲斐正人              | 甲斐正人             | -         | 2:23  |
| 2.        | 「調子の良い鍛冶屋」                     | -             | Georg Friedrich Andel | 甲斐正人             | -         | 1:03  |
| 3.        | 「LONELY HEART」                         | -             | 甲斐正人              | 甲斐正人             | -         | 1:40  |
| 4.        | 「黒岩会の襲撃」                         | -             | 甲斐正人              | 甲斐正人             | -         | 2:36  |
| 5.        | 「落とし前つけさせて頂きます(セリフ入)」 | -             | 甲斐正人              | 甲斐正人             | -         | 6:57  |
| 6.        | 「二代目はクリスチャンのテーマ」         | GREGORY STARR | 甲斐正人              | 甲斐正人・埜邑紀見男 | BIRDS     | 4:51  |
| 合計時間: | 合計時間:                                | 合計時間:     | 合計時間:             | 合計時間:            | 合計時間: | 19:30 |

### スタッフ
- プロデューサー：角川春樹
- ディレクター：石川光
- エンジニア：上竺高雄、御子神典雄、鈴木健夫、浜田純伸

### 発売履歴
| 発売日        | レーベル                   | 規格 | 規格品番  | 備考 |
| ------------- | -------------------------- | ---- | --------- | ---- |
| 1985年9月14日 | CBS・ソニー / 角川レコード | LP   | 28AH-2006 |      |
| 1985年9月14日 | CBS・ソニー / 角川レコード | CT   | 28KH-2006 |      |

## シングル
「二代目はクリスチャンのテーマ」は、本映画の主題歌のためだけに結成された、角川春樹事務所所属の俳優によるコーラスグループ「BIRDS」（原田知世、渡辺典子、原田貴和子、野村宏伸）による楽曲。
監督の井筒和幸が、当時流行っていた「『ウィ・アー・ザ・ワールド』のような曲で作ってくれ」と音楽の甲斐正人に依頼し、曲が作られた。
「BIRDS」は、1985年9月11日放送の「夜のヒットスタジオDELUXE」に一度だけ出演した。
本映画がBlu-ray Disc化される際、初回限定盤に本楽曲のメイキング映像が特典映像で収録される予定だったが、諸般の事情により中止となった。

### 収録曲
両曲とも作詞：GREGORY STARR、作曲：甲斐正人、編曲：甲斐正人・埜邑紀見男

#### Side:A
1. 二代目はクリスチャンのテーマ –  (4:29)
  - 歌：BIRDS

#### Side:B
1. A SONG FOR LOVE –  (4:29)
  - 歌：DAREK & EVE

### 収録アルバム
- 二代目はクリスチャン オリジナル・サウンドトラック（1985年）
- ザ・角川映画スペシャル 40周年記念コンピレーション（2016年6月15日、ユニバーサルミュージック、UPCY-7141） - 「二代目はクリスチャンのテーマ」収録。